# Turn- und Sportverein Jona 2019-2020
Questa voce raccoglie le informazioni riguardanti il Turn- und Sportverein Jona nella stagione 2019-2020.

## Organigramma societario
Area direttiva
- Presidente: Hajo Zwanenburg

Area tecnica
- Allenatore: Polák Dalibor
- Secondo allenatore: Urs Winteler

## Rosa
| N° | Nome             | Ruolo | Data di nascita   | Nazionalità sportiva |
| -- | ---------------- | ----- | ----------------- | -------------------- |
| 1  | Lars Bischof     | L     | 1º settembre 1996 | Svizzera             |
| 2  | Kilian Kasper    | S     | 2 marzo 1997      | Svizzera             |
| 3  | Fabian Brander   | S     | 1º gennaio 1987   | Svizzera             |
| 4  | Gian Reto Riedi  | S     | 12 giugno 1992    | Svizzera             |
| 5  | Grayson Overman  | C     | 6 marzo 1991      | Stati Uniti          |
| 6  | Remo Spahr       | S     | 14 giugno 1994    | Svizzera             |
| 7  | Tobias Kistler   | S     | 29 aprile 2001    | Svizzera             |
| 8  | Filip Habr       | P     | 27 aprile 1988    | Rep. Ceca            |
| 9  | Ramon Caviezel   | S     | 9 settembre 1998  | Svizzera             |
| 10 | Mitchell Beal    | O     | 2 novembre 1992   | Stati Uniti          |
| 11 | Timon Mäder      | P     | 31 marzo 2000     | Svizzera             |
| 12 | Linus Birchler   | C     | 4 marzo 1998      | Svizzera             |
| 15 | Luca Beeler      | S     | 28 dicembre 1994  | Svizzera             |
| 15 | Simon Margot     | C     | 7 giugno 2001     | Svizzera             |
| 17 | Florian Heidrich | C     | 14 febbraio 1990  | Svizzera             |
| 18 | Moritz Bolli     | C     | 10 aprile 1990    | Svizzera             |
| 20 | Samuel Blaser    | L     | 24 agosto 1999    | Svizzera             |

## Risultati

### Lega Nazionale A

#### Girone di andata
| 1ª giornata - 12 ottobre 2019 Sportcenter Grünfeld, Jona          | Jona            | 3 - 1 | Lutry-Lavaux | 21-25, 25-18, 28-26, 25-23        |
| 2ª giornata - 19 ottobre 2019 Sporthalle Rankhof, Basilea         | Traktor Basilea | 2 - 3 | Jona         | 23-25, 25-19, 20-25, 25-21, 12-15 |
| 3ª giornata - 20 ottobre 2019 Turnhalle Rain, Jona                | Jona            | 1 - 3 | Schönenwerd  | 22-25, 16-25, 25-20, 22-25        |
| 4ª giornata - 26 ottobre 2019 Turnhalle Rain, Jona                | Jona            | 3 - 1 | Losanna UC   | 18-25, 25-17, 25-18, 25-17        |
| 5ª giornata - 2 novembre 2019 Sportcenter Grünfeld, Jona          | Jona            | 1 - 3 | Näfels       | 13-25, 18-25, 29-27, 16-25        |
| 6ª giornata - 10 novembre 2019 Sportcenter Grünfeld, Jona         | Jona            | 2 - 3 | Lucerna      | 21-25, 21-25, 25-18, 25-18, 15-17 |
| 8ª giornata - 23 novembre 2019 Centre Sportif Sous-Moulin, Thônex | Chênois         | 3 - 1 | Jona         | 25-21, 25-27, 25-21, 25-20        |
| 9ª giornata - 30 novembre 2019 Sportcenter Grünfeld, Jona         | Jona            | 0 - 3 | Amriswil     | 20-25, 15-25, 18-25               |

#### Girone di ritorno
| 10ª giornata - 7 dicembre 2019 Salle de Sport de Corsy, Lutry  | Lutry-Lavaux | 2 - 3 | Jona            | 25-21, 19-25, 22-25, 28-26, 13-15 |
| 11ª giornata - 14 dicembre 2019 Sportcenter Grünfeld, Jona     | Jona         | 3 - 0 | Traktor Basilea | 25-20, 25-19, 25-18               |
| 12ª giornata - 22 dicembre 2019 Betoncoupe Arena, Schönenwerd  | Schönenwerd  | 3 - 0 | Jona            | 25-20, 25-17, 25-16               |
| 13ª giornata - 4 gennaio 2020 University Sports Hall, Losanna  | Losanna UC   | 3 - 2 | Jona            | 25-14, 21-25, 25-15, 27-29, 15-12 |
| 14ª giornata - 11 gennaio 2020 Linthhalle SGU, Näfels          | Näfels       | 3 - 0 | Jona            | 25-22, 25-20, 25-18               |
| 15ª giornata - 19 gennaio 2020 Bahnhofhalle, Lucerna           | Lucerna      | 3 - 2 | Jona            | 25-17, 25-16, 25-27, 22-25, 15-9  |
| 17ª giornata - 1º febbraio 2020 Sportcenter Grünfeld, Jona     | Jona         | 1 - 3 | Chênois         | 18-25, 27-29, 25-18, 21-25        |
| 18ª giornata - 8 febbraio 2020 Sporthalle Tellenfeld, Amriswil | Amriswil     | 3 - 0 | Jona            | 26-24, 25-17, 25-20               |

#### Play-off scudetto
| Quarti di finale (gara 1) - 15 febbraio 2020 Betoncoupe Arena, Schönenwerd | Schönenwerd | 3 - 0 | Jona        | 25-19, 25-15, 26-24        |
| Quarti di finale (gara 2) - 22 febbraio 2020 Sportcenter Grünfeld, Jona    | Jona        | 1 - 3 | Schönenwerd | 25-22, 15-25, 17-25, 20-25 |
| Quarti di finale (gara 3) - 26 febbraio 2020 Betoncoupe Arena, Schönenwerd | Schönenwerd | 3 - 0 | Jona        | 25-13, 25-18, 25-20        |

### Coppa di Svizzera

#### Fase a eliminazione diretta
| Quarti di finale - 2 febbraio 2020 Stadio Grünfeld, Jona | Jona | 0 - 3 | Losanna UC | 23-25, 15-25, 19-25 |

## Statistiche

### Statistiche di squadra
| Competizione      | Punti | In casa | In casa | In casa | In trasferta | In trasferta | In trasferta | Totale | Totale | Totale |
| Competizione      | Punti | G       | V       | P       | G            | V            | P            | G      | V      | P      |
| ----------------- | ----- | ------- | ------- | ------- | ------------ | ------------ | ------------ | ------ | ------ | ------ |
| Lega Nazionale A  | 16    | 9       | 3       | 6       | 10           | 2            | 8            | 19     | 5      | 14     |
| Coppa di Svizzera | -     | 1       | 0       | 1       | 0            | 0            | 0            | 1      | 0      | 1      |
| Totale            | -     | 10      | 3       | 7       | 10           | 2            | 8            | 20     | 5      | 15     |

G = partite giocate; V = partite vinte; P = partite perse

### Statistiche dei giocatori
Dati non disponibili.